# Коледж об'єднаного світу Роберта Боша
Коледж об'єднаного світу Роберта Боша (англ. UWC Robert Bosch College (UWC RBC)) — приватний міжнародний-коледж-інтернат, розташований у Фрайбурзі, земля Баден-Вюртемберг. UWC RBC займає приміщення історично відомого у Німеччині Фрйбурзького Чартергауса — колишнього картузіанського монастиря, розташованого на окраїні Національного парку Шварцвальд. Коледж носить ім'я німецького промисловця Роберта Боша, засновника компанії Robert Bosch GmbH. Компанія та фонд «Robert Bosch Stiftung» внесли в проект близько 45  мільйонів євро. Головою Ради коледжу є д-р. Христоф Бош.
В коледжі виховуються та навчаються 200 учнів 11-го та 12-го класів із 100 країн світу. Більшість учнів отримують часткові чи повні стипендії в системі Коледжів об'єднаного світу. Претенденти на навчання відбираються на конкурсній основі національними комітетами Коледжів об'єднаного світу, які функціонують більше, ніж у 150 країнах.
Претенденти з України відбираються національним комітетом «UWC Україна». Основні критерії відбору наведені на сайті комітету.

## Коротка історія
У 2009 було прийняте рішення про організацію у приміщеннях старовинного монастиря, зведеного ще у 1345—1346 роках, коледжу, який повинен був увійти до мережі Коледжів об'єднаного світу. До 2012 року монастир було відремонтовано і розпочалася робота із створення коледжу. У 2014, у річницю святкування 150-річчя з дня народження Роберта Боша, коледж урочисто відкрив свої двері першим 200 учням старших класів. Із них 50 були дітьми громадян Німеччини і 150 — іноземних громадян, відібраних за результатами конкурсної програми національними комітетами Коледжів об'єднаного світу.
Для надання можливості учням здобувати дипломи про повну середню освіту міжнародного зразка, які визнаються і приймаються кращими навчальними закладами світу, у коледжі від моменту створення впроваджувалась освітня програма «IB World School» (укр. «Світової школи міжнародного бакалаврату»). 1 травня 2014 школа успішно пройшла процедуру акредитації освітнім фондом «International Baccalaureate®», акредитувавши Diploma Programme (укр. Програма для здобуття диплома).
15 листопада 2016 коледж і його освітні програми були схвалені Тюбінгенським Глобальним етичним інститутом, який є філіалом Тюбінгенського університету Карла Еберхарда. Схвалені освітні програми спрямовані на подальший розвиток «Глобальної етичної ідеї» об'єднання громадянського суспільства на базі міжетнічного та міжрелігійного взаємопорозуміння, взаємоповаги і терпимості шляхом досліджень, навчання та передачі практики.

## Опис
Кампус коледжу розташовується у зеленій зоні Національного парку Шварцвальд. Центральною будівлею є відремонтоване та оновлене приміщення колишнього картузіанського монастиря, у якому на перших двох поверхах розташовані навчальні аудиторії, а на третьому — офіси коледжу. У правій прибудові монастиря — бібліотека Вайкарта, названа на честь одного із спонсорів школи, де колись була обідня зала для ченців. В бібліотеці ще від старовинних часів залишилися вітражі Фріца Гейгеса, створені ним ще у 1898 році. Наразі приміщення використовується, як за прямим призначенням, так і для навчань та відпочинку учнів. Залишається невідреставрованим старе приміщення монастирських умивальників та лазень, яке наразі практично не використовується.
За будівлею монастиря зведене сучасне приміщення учнівської їдальні та кіноконцертно-театральна зала (Аудиторіум), де проходять зустрічі учнів, урочистості, громадські та шкільні заходи, а також, театральні заняття та поза-академічні заходи.
Для проживання учнів на території кампусу зведені вісім будинків кубічної форми за проектом німецького архітектора Петера Кульки. У кожному з них проживають 24 учні, по четверо у кімнаті. На даху кожного з них — сонячні панелі. Поряд розташовуються чотири будинки для проживання вчителів і персоналу коледжу.
Перед основним корпусом у чудовому стані старовинний сад, якому 500 років, де учні разом із вчителями проводять навчання, дослідження та вирощують сільськогосподарські продукти, які, як і колись у монахів, збагачують раціон мешканців кампусу. Поряд із «учнівським селом» побудовані оранжереї (Політунель), які є доповненням до саду.

## Освітні програми
Учні коледжу навчаються за програмою міжнародного бакалаврату, і за два роки повинні опанувати по одному навчальному предмету із шести наступних груп:
- мова та література;
- друга іноземна мова;
- суспільствознавство;
- природничі науки;
- математика;
- мистецтво і культура.

Детально про усі предмети, що входять до кожної з цих груп, можна довідатися із інформації коледжу та із інформації про галузь акредитації коледжу на сайті Міжнародного бакалаврату.
Для можливості здобути «ib-диплом» учень повинен опанувати принаймні по одному предмету із кожної з груп. При цьому, допускається замість предмету з шостої групи додатково обрати будь-який з предметів, що входять до 1-5 груп. Учень може обирати конкретні предмети в залежності від того, яку професію планує опановувати і від того, які саме предмети потрібні для прийому у конкретні навчальні заклади, де планується здобувати вищу освіту.

## Визнання отриманих кваліфікаційних рівнів
Дипломи про середню освіту, отримані у системі Міжнародного бакалаврату (англ. The IB diploma), надають можливість здобувати вищу освіту та приймаються і визнаються більше, ніж 2 337 університетами у 90 державах світу, у тому числі, і Німеччини.
Коледж, його освітні програми міжнародного бакалаврату і система оцінювання рівня знань узгоджені із вимогами до освітніх програм для учнів старших класів Німеччини та акредитовані Тюбінгенським Глобальним етичним інститутом. Завдяки цьому випускники коледжу мають змогу продовжувати навчання в університетах Німеччини.

## Мовні програми
Основною мовою викладання і спілкування є англійська. Учні коледжу мають один із найбагатший для міжнародних шкіл, вибір вивчати «іноземну» та «другу іноземну». Особливістю школи є те, що учні мають змогу вивчати і українську як у обсязі необов'язкового курсу, так і з можливістю складання іспитів за вимогами програми «IB Diploma Programme» на рівні «UKRAINI A LIT».

## Українці в UWC Robert Bosch
Кожного року у коледжі навчаються діти 100 національностей, серед яких є і українці, рекомендовані на навчання за результатами конкурсного відбору національним комітетом «UWC Україна». Як правило, кожен з учнів демонструє у коледжі високий рівень знань та практичних навичок. Завдяки успішності та успіхам у опануванні профільних дисциплін учні з України, як і з багатьох інших країн, отримують пропозиції від фонду Девіса на отримання стипендій для продовження навчання у вищих навчальних закладах США. Ґранти на навчання у американських університетах отримують і випускники UWC Robert Bosch з України.

### Випускники коледжу, які здобули ґранти на навчання
| Ім'я       | Ґрант на навчання, спеціальності | Стажування та робота                                                                                  |
| Ірина Кмиц | Рочестерський університет        | Інвестиційний банк Goldman Sachs (Каліфорнійське відділення) (2019), Національний банк України (2018) |